# ابانتجمان
ابانتجمان (به لاتین: Abontjeman) در سورینام است که در sipaliwini واقع شده‌است.